# Bataille de Xuân Lộc
Guerre du Viêt Nam,
Campagne Hô-Chi-Minh
Batailles
La bataille de Xuân Lộc (qui s'est déroulée du 9 avril 1975 au 21 avril 1975) est la dernière grande bataille d'envergure de la guerre du Viêt Nam. Le Nord Viêt Nam remporte la victoire sur le Sud Viêt Nam, en dépit d'une défense qui coûte à l'assaillant des pertes nettement plus élevées que celle du défenseur. La route de Saïgon est ouverte et l'offensive du Nord Viêt Nam se poursuit rapidement.

## Contexte
Les forces conjointes du Nord Viêt Nam et du Việt Cộng avaient lancé la campagne Hô-Chi-Minh en décembre précédent. En mars, ils avaient remporté une victoire écrasante à Buôn Ma Thuột, prenant le contrôle des plateaux centraux du pays et de la ville de Hué. Il ne leur restait plus qu'à prendre la plaine du Mékong.
La route des assaillants passait par la petite ville de Xuân Lộc, située dans le périmètre défensif de Bien Hoa dans le district de Xuan Loc. Elle était d'une importance capitale pour les Sud-Vietnamiens, abritant une importante base aérienne de l'ARVN.

## Déroulement et conséquences
Pendant 12 jours, la 18e division d'infanterie sud-vietnamienne tenta d'empêcher 3 divisions nord-vietnamiennes d'envahir la ville. Pour les soldats sud-vietnamiens, dirigés par le major-général Lê Minh Đảo, cette bataille a prouvé qu'ils étaient déterminés à combattre, en contradiction avec les médias occidentaux qui les décrivaient comme des lâches.
Compte tenu de leur large infériorité numérique, les Sud-Vietnamiens perdirent la bataille, malgré des combats féroces et héroïques contre les unités de l'Armée populaire vietnamienne. Le gouvernement nord-vietnamien a plus tard qualifié les combats de Xuân Lộc de « cruels ».
La prise de Xuân Lộc ouvrit la voie vers Saïgon et permit le début de l'assaut final sur le Sud-Viêt Nam, qui eut lieu le 30 avril 1975, jour de la chute de la capitale sud-vietnamienne.

## Ordre de bataille

### Nord-Viêt Nam
Armée populaire vietnamienne
- 341e division
- 6e division
- 7e division
- 95A régiment indépendant
- 75e groupe d'artillerie

### Sud-Viêt Nam
Armée de la République du Viêt Nam
- 18e division d'infanterie
- Task Force 43 (43e régiment, 5e escadron de cavalerie blindée, 82e bataillon de rangers et forces locales)
- 48e régiment
- 52e régiment
- 1re brigade aéroportée
- 3e division aérienne sud-vietnamienne
- 4e division aérienne sud-vietnamienne

### Sources et bibliographie
- (en) La bataille de Xuân Lộc
- (fr) Vidéo documentaire sur la bataille de Xuân Lộc
- (fr) Bataille de Xuân Lộc
- (en) Davidson, Philip. B (1988) « Vietnam at War » Xuan Loc. Novato: Presidio Press
- (en) Colonel Hua Yen Len, Chief of Staff for Operations, 18th Infantry Division, (1988) «  The Line of Steel at Xuan Loc: 12 Days and Nights of Ferocious Combat »